# 三好市立東祖谷中学校
三好市立東祖谷中学校（みよししりつ ひがしいやちゅうがっこう）は、徳島県三好市東祖谷下瀬にある公立中学校。

## 概要
三好市立東祖谷小学校の児童が進学する。

### 校訓
- 自主
- 友愛

## 沿革
（沿革節の主要な出典は公式サイト）
- 2006年（平成18年） - 市町村合併により、三好市立東祖谷中学校となる。
- 2012年（平成24年）4月1日 - 敷地内に三好市立東祖谷小学校が設立された。

## 部活動
- 柔道
- 卓球

## 通学区域が隣接している学校
- 三好市立山城中学校
- 東みよし町立三加茂中学校
- つるぎ町立半田中学校
- つるぎ町立貞光中学校
- 美馬市立木屋平中学校
- 那賀町立相生中学校
- 那賀町立木頭中学校
- 高知県香美市立大栃中学校
- 高知県大豊町立大豊学園